# Магинск
Магинск (баш. Магинск) — село в Караидельском районе Республики Башкортостан Российской Федерации. Административный центр Магинского сельсовета. Живут русские, башкиры (2002). С 2005 – современный статус. Согласно переписи 2020 года население составляло 1333 человека.

## География
Расположено на берегу Павловского водохранилища.

### Географическое положение
Расстояние до:
- районного центра (Караидель): 17 км,
- ближайшей ж/д станции (Щучье Озеро): 128 км.

## История
Основано в 1920-е годы на территории Бирского кантона БАССР в связи с организацией Магинского леспромхоза как п. Механизированного Магинского лесоучастка на месте бывшего п. Пристани Манаева. С 1950-х гг. с присоединением к посёлку основанных во второй половине 19 в. дд. Казанка, Мускульда и Спасское — современное название.

## Население
| 2002 | 2009  | 2010  |
| ---- | ----- | ----- |
| 1519 | ↘1404 | ↗1491 |

### Национальный состав
Согласно переписи 2002 года, преобладающие национальности — русские (58 %), башкиры (26 %).

### Историческая численность населения
В 1939—1014 человек, в 1959—1687, в 1989—1611, в 2002—1519, в 2010—1491.

## Люди, связанные с селом
- Хабибуллин, Руслан Аминович (род. 27 марта 1966) — певец Башкирского государственного театра оперы и балета, Заслуженный артист Республики Башкортостан (2002), Заслуженный артист Российской Федерации (2008).

## Инфраструктура
Население было занято в Магинском леспромхозе (действовал в 1929—2007). В 21 веке развивается туризм.
Детсад, Магинская средняя общеобразовательная школа, врачебная амбулатория, Дом культуры (народный вокальный ансамбль «Сударушка», народный ансамбль русской песни «Рябинушка»), модельная библиотека.

## Транспорт
Пристань.
Остановка общественного транспорта «Магинск».

## Религия
В селе есть православная церковь иконы Божией Матери Споручница грешных и мечеть.